# Seawaymax

Порівняння обмежувальної рамки Seawaymax з деякими іншими розмірами корабля в ізометричному вигляді.

Терміном Seawaymax позначається розмір суден, максимально великих, що можуть пройти через шлюзи морського шляху Святого Лаврентія, який з’єднує внутрішні Великі озера Північної Америки з Атлантичним океаном.

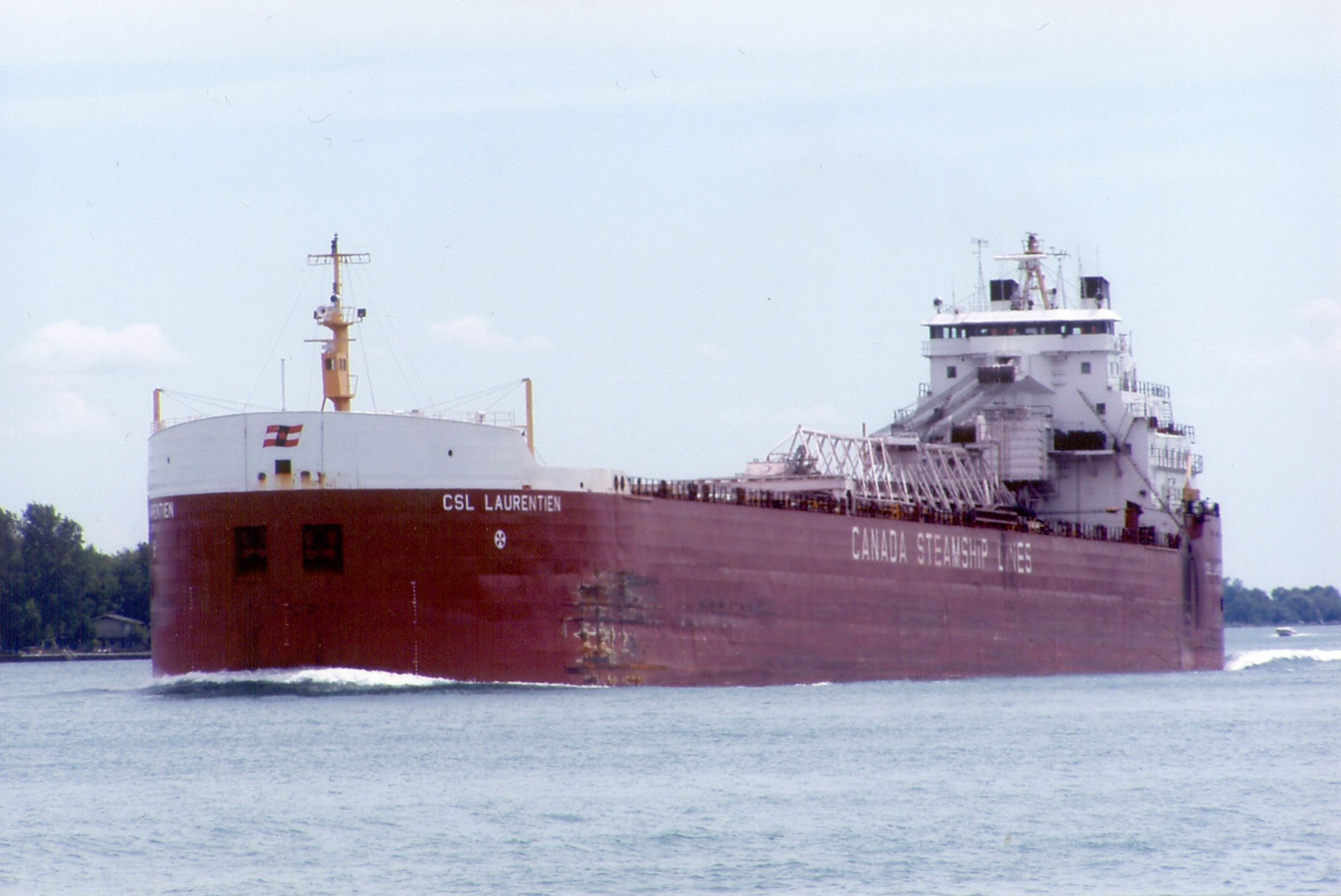
CSL Laurentien, судно розмірної категорії Seawaymax

Довжина суден Seawaymax становить 230 м в довжину, 24 м завширшки та осадкою 8,1 м і висотою над ватерлінією 35,4 м. Кілька озерних вантажних суден, більших за цей розмір, курсують Великими озерами і не можуть пройти до Атлантичного океану. Розмір шлюзів обмежує розмір кораблів, які можуть пройти, і, таким чином, обмежує розмір вантажу, який вони можуть перевозити. Рекордний тоннаж для одного судна на морському шляху становить 28 502 тонни залізної руди, тоді як рекорд через більші шлюзи водного шляху Великих озер становить 72 351 тонну. Більшість нових озерних суден, однак, побудовані відповідно до ліміту Seawaymax, щоб підвищити універсальність, дозволяючи використовувати ці судна поза озерами. 

## Зовнішні посилання
- Розміри корабля